# Archidendron sabahense
Archidendron sabahense är en ärtväxtart som beskrevs av Ivan Christian Nielsen. Archidendron sabahense ingår i släktet Archidendron och familjen ärtväxter. Inga underarter finns listade i Catalogue of Life.